# 石田元季
石田元季（いしだ もとすえ、1877年5月17日-1943年1月9日）は、日本の国文学者。
京都出身。号は春風。平安義黌卒。愛知医科大学教授、第八高等学校（現・名古屋大学）講師。研究誌「紙魚(しみ)」を主宰する。1940年「俳文学考説」で帝国学士院賞受賞。尾張地方の文人や芸能人を研究した。1930年「名古屋市行進歌」を作詞（作曲：信時潔）。
死後、蔵書のほとんどは天理図書館に入ったが、一部の手沢本は愛知県立大学図書館に収められた。

## 著書
- 『江戸時代文学考説』中西書房 1928
- 『草双紙のいろいろ』南宋書院 1928
- 『あなた任せの一茶』信道会館 1935
- 『新講源氏物語 桐壷』正文館書店 1935
- 『俳文学考説』至文堂 1938
- 『石田元季著作集 第1 (俳文学論考)』養徳社 1944
- 『劇・近世文学論考』至文堂 1973
- 『春風帖』石田元季先生顕彰会 1975

### 訳編・校注
- 『天馬 神話梗概』赤司繁太郎(嚼花) 共編 岡崎屋書店 1902
- 『霹靂 北欧神話』赤司繁太郎共編 金港堂 1902
- ホメロス『さすらひ オヂッセ梗概』赤司繁太郎(嚼花)共編 金港堂 1904
- ホメロス『楯の響 イリアッド梗概』赤司嚼花,石田春風編 金港堂 1904
- 横井也有『鶉衣 校訂註釈』編 春陽堂 1928 岩波文庫 1930
- 『俳風さくら鯛 初編』母袋未知庵共校 川柳叢書 柳書刊行会 1933
- 岡田李裳『李裳翁句集』編 岡田は奈 1938

## 伝記
- 『国文学者石田元季伝 歿後五十年記念』石田元季先生事蹟調査・この糸会 編著 風媒社 1995